# Tickton
Tickton – wieś w Anglii, w hrabstwie East Riding of Yorkshire. Leży 14 km na północ od miasta Hull i 262 km na północ od Londynu. W 2001 miejscowość liczyła 1586 mieszkańców.